# Atya abelei
Atya abelei is een garnalensoort uit de familie van de Atyidae. De wetenschappelijke naam van de soort is voor het eerst geldig gepubliceerd in 1983 door Felgenhauer & Martin.